# 강원영동병무지청
강원영동병무지청(江原嶺東兵務支廳, Gangwon Yeongdong Regional Military Manpower Administration)은 강원특별자치도 영동 지역에서 강원지방병무청장의 사무를 분장하는 강원지방병무청의 소속기관이다. 2003년 11월 20일 발족하였으며, 강원특별자치도 강릉시 율곡로 2705에 위치하고 있다. 지청장은 서기관 또는 기술서기관으로 보한다.

## 연혁
- 1981년 11월 2일: 춘천지방병무청 소속으로 강릉병무지청 설치.[2]
- 1999년 5월 24일: 강릉지방병무사무소로 개편.[3]
- 2003년 11월 20일: 강원영동병무지청으로 개편.[4]

## 관할구역
- 강원특별자치도 강릉시·동해시·태백시·속초시·삼척시·고성군·양양군

## 조직

### 지청장
- 운영지원과[5]
- 병역관리과[6]